# Tiny Toons Looniversity
Tiny Toons Looniversity è una serie animata americana sviluppata da Erin Gibson e Nate Cash per Cartoon Network e Max e prodotta dalla Amblin Television e Warner Bros. Animation. È un reboot della serie I favolosi Tiny, che presenta gli stessi personaggi alle prese con gli studi universitari alla ACME Looniversity.
Le prime due stagioni sono state prodotte dalla Amblin Television e Warner Bros. Animation e trasmesse in prima visione televisiva assoluta in Nord America l'8 settembre 2023 sul canale Max e in Italia dall'estate 2024 su Boomerang.
Il doppiaggio italiano, eseguito presso lo Studio EMME, è diretto da Davide Garbolino. L'adattamento dei dialoghi è a cura di Leonardo Piferi e Irene Caramilionis.

## Trama
I gemelli Buster e Baby Bunny seguono le loro ambizioni per diventare degli attori di cartoni animati professionisti alla ACME Looniversity, insieme al timido Lindon J. Pig, l'inferocita Mary Melody e il narcisista Duca Duck, dove impareranno dalle lezioni degli insegnanti che hanno fatto la storia, i Looney Tunes.

## Personaggi e doppiatori
Allievi
- Buster Bunny, doppiato da Alessio De Filippis
- Baby Bunny, doppiata da Ilaria Latini
- Duca Duck, doppiato da Davide Garbolino
- Mary Melody, doppiata da Serena Sigismondo
- Lindon J. Pig, doppiato da Luca Appetiti
- Fata Loon, doppiata da Roberta De Roberto
- Furfolo, doppiato da Antilena Nicolizas
- Montana Max, doppiato da Barbara Pitotti
- Elmyra Duff

Équipe scolastica
- Bugs Bunny, doppiato da Davide Garbolino
- Daffy Duck, doppiato da Alessio De Filippis
- Foghorn Leghorn, doppiato da Dario Oppido
- Taz, doppiato da Dario Oppido
- Yosemite Sam, doppiato da Pierluigi Astore
- Porky Pig, doppiato da Federico Di Pofi
- Silvestro, doppiato da Davide Perino
- Strega Hazel, doppiata da Laura Romano
- Preside Nonnina, doppiata da Monica Bertolotti
- Merlino, il topo magico, doppiato da Gabriele Sabatini

Altri personaggi
- B'Shara Bunny, doppiata da Laura Boccanera
- Padre di Buster e Baby, doppiato da Vittorio Guerrieri
- Madre di Lindon, doppiata da Perla Liberatori
- Madri di Melody, doppiate da Emanuela Rossi e Antonella Rinaldi
- Maria e Ralph, doppiati da Veronica Cannizzaro e Oreste Baldini

## Episodi

### Prima stagione
La prima stagione viene trasmessa in America del Nord l'8 settembre 2023 su Max, seguita dalla prima visione televisiva assoluta del 9 settembre dello stesso anno su Cartoon Network. In Italia viene trasmessa dal 17 giugno 2024 su Boomerang e dal 3 dicembre dello stesso anno, in chiaro, su Cartoonito.
| N°       | Titolo originale     | Titolo italiano        | Pubblicazione USA |
| -------- | -------------------- | ---------------------- | ----------------- |
| 1        | Freshman Orientotoon | Arrivano gli studenti  | 8 settembre 2023  |
| 2        | Give Pizza a Chance  | Tutto in ordine        | 8 settembre 2023  |
| 3        | Extra, so Extra      | Il giornale scolastico | 8 settembre 2023  |
| 4        | Tooney Ball Lights   | I corsi a scelta       | 8 settembre 2023  |
| 5        | Save the Loo Bru     | Il pub dei Looney      | 8 settembre 2023  |
| 6        | Prank You Very Much  | ACME contro Aqua       | 8 settembre 2023  |
| 7        | General HOGspital    | Il DNA Looney          | 8 settembre 2023  |
| 8        | Soufflé, Girl, Hey   | I due nuovi chef       | 8 settembre 2023  |
| 9        | Tears of a Clone     | Cloni e vestiti        | 8 settembre 2023  |
| 10       | The Show Must Hop On | Baby Bunny regista     | 8 settembre 2023  |
| Speciale | Spring Break         | Vacanze di primavera   | 8 marzo 2024      |

### Seconda stagione
La seconda stagione è stata trasmessa in America del Nord dall'8 marzo 2024 su Max, e dal 6 aprile su Cartoon Network.
| Nº       | Titolo originale                    | Titolo italiano | Pubblicazione USA |
| -------- | ----------------------------------- | --------------- | ----------------- |
| 1        | Whatever Happened to Babsy Bunny?   |                 | 8 marzo 2024      |
| 2        | Slay Cheese                         |                 | 8 marzo 2024      |
| 3        | Tooned in Space                     |                 | 8 marzo 2024      |
| 4        | Twin-Con                            |                 | 8 marzo 2024      |
| 5        | Skulls and Sillybones               |                 | 8 marzo 2024      |
| Speciale | Winter Bundlerland                  |                 | 6 dicembre 2024   |
| 6        | Things That Go Tweet In The Woods   |                 | 22 marzo 2025     |
| 7        | Ask Not What Bunnies Can Do For You |                 | 22 marzo 2025     |
| 8        | Let Them Eat Quack                  |                 | 22 marzo 2025     |
| 9        | Squash Me If You Can                |                 | 22 marzo 2025     |
| 10       | I Got a New Aptitude                |                 | 22 marzo 2025     |
| Speciale | Nightmare on Toon Street            |                 | 22 marzo 2025     |